# Alex Bruce (cầu thủ bóng đá, sinh 1998)
Alex Bruce (sinh ngày 28 tháng 10 năm 1998) là một cầu thủ bóng đá người Anh hiện tại đang thi đấu ở vị trí tiền đạo.

## Sự nghiệp thi đấu

### Texans SC Houston và San Antonio
Bruce đã chơi cho đội trẻ của Texans SC Houston trong mùa giải 2016–17, nơi anh ghi 17 bàn sau 29 lần ra sân. Vào ngày 10 tháng 1 năm 2018, Bruce ký hợp đồng với câu lạc bộ San Antonio FC tại United Soccer League.

### North Texas SC
Vào ngày 6 tháng 11 năm 2019, Bruce gia nhập câu lạc bộ North Texas SC tại USL League One.